# 狄青

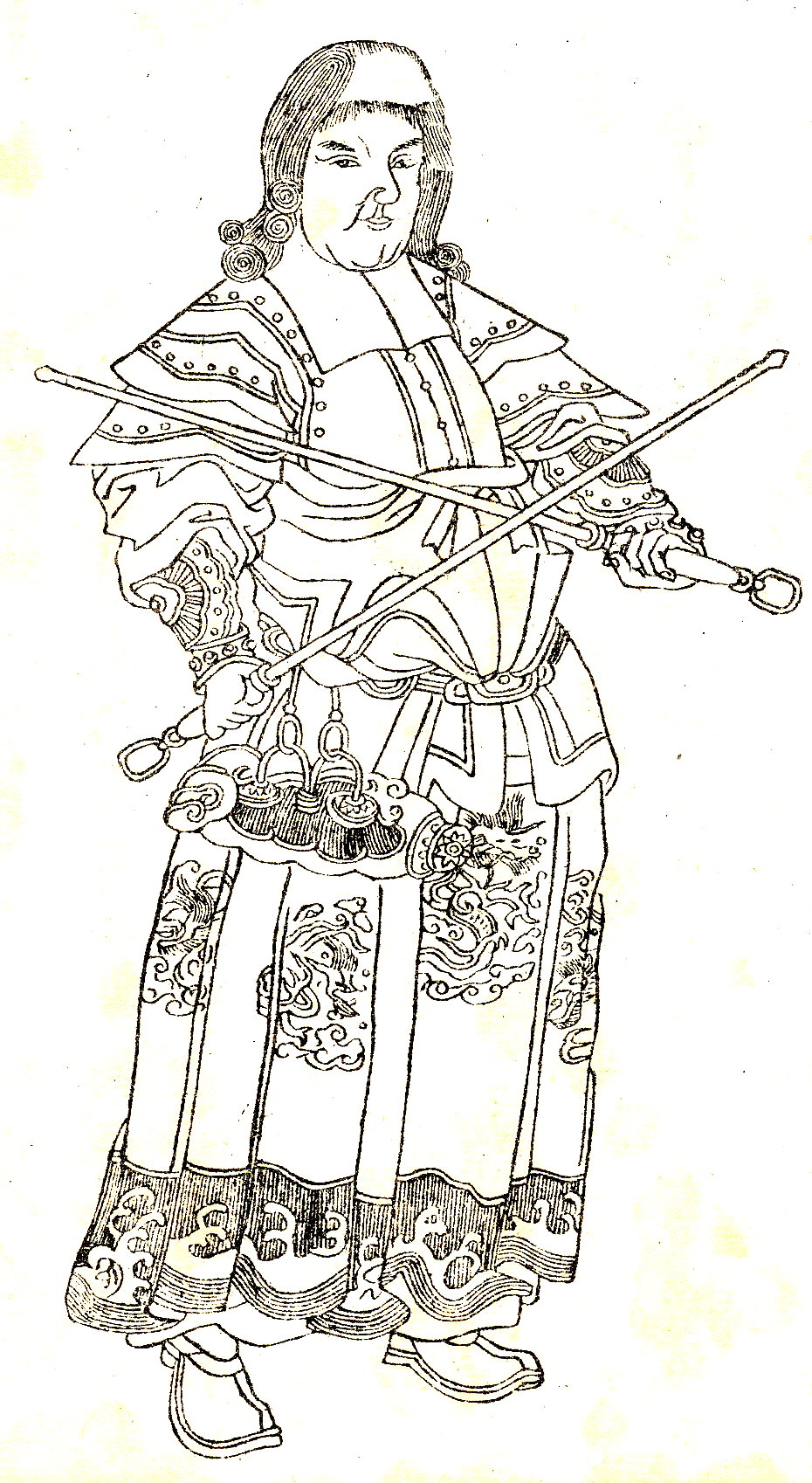

狄青（1008年—1057年5月3日），字漢臣，北宋河東路汾州西河（即今山西汾阳）人，出身寒门。北宋名將，打仗時常戴面具，曾討伐西夏、广西侬智高，驍勇善戰，立下不少赫赫戰功，官至枢密使，諡武襄，追贈中書令、尚書令。於民間有著武曲星下凡之說，與「文曲星」包拯共同輔佐宋仁宗治國安民，是為宋朝一代傳奇名臣。

## 生平

### 早年經歷
父狄普，母侯氏，家世代務農。狄青善騎射，初遊京師，後投軍，屬殿前司馬軍拱聖軍，後入選散直班，當時為避免士卒逃兵，都需要黥面。
宝元元年（1038年），党項羌族西夏王李元昊反，詔擇衛士從邊，以狄青為殿侍（階官，三班使臣，無品），後升三班差使（階官，三班使臣，無品）、鄜延路都巡檢司指使。二年（1039年）十二月，錄保安軍守禦之功，遷右班殿直、鄜延路馬步軍都部署司指使。時偏將屢為夏軍敗，士卒多畏怯，狄青行常為先鋒。在宋夏戰爭中，他每戰披頭散髮，戴銅面具，凡四年，前後大小二十五戰，中流矢者八。破金湯城，略宥州，屠隆密、歲香、毛奴、尚羅、慶七、家口等族，燔積聚數萬，收其帳二千三百，生口五千七百。又城橋子谷，築招安、豐林、新砦、大郎等堡，皆扼賊要害。嘗戰安遠，被創甚，聞寇至，即挺起馳赴，眾爭前為用。
經略判官尹洙與之論兵法，善之。經略安撫使韓琦、范仲淹曰：“此良將材也。”二人一見奇之，待遇甚厚。范仲淹授以《左氏春秋》，曰：“將不知古今，匹夫勇爾。”狄青因此折節讀書，悉通秦、漢以來將帥兵法，由是益知名。康定元年（1040年）十一月，為右侍禁（武階官，三班使臣，小使臣，正九品）、閤門祗候、涇州兵馬都監。以功累遷西上閤門副使（階官，橫行副使，從七品），西上閤門使（武階官，橫行正使，正六品）、鄜延路兵馬都監。慶曆二年（1042年）十月，擢秦州刺史（階官，正任刺史，從五品）、涇原路兵馬都監、知原州事，先後任涇原路馬步軍副都部署、鄜延路經略安撫招討副使。四年（1044年）八月，升惠州團練使（階官，正任團練使，從五品）、加捧日天武四廂都指揮使（禁軍軍職，從五品）。
仁宗以狄青數有戰功，欲召見問以方略，會賊寇渭州，命圖形以進。李元昊稱臣，徙真定府路馬步軍副都部署（差遣），歷侍衛親軍步軍司、殿前司都虞候（禁軍軍職，從五品）、眉州防禦使（階官，正任防禦使，從五品），遷侍衛親軍步軍司副都指揮使（禁軍軍職，正五品）、保大安遠二軍節度觀察留後（階官，正任節度觀察留後，正四品），又遷侍衛親軍馬軍司副都指揮使（禁軍軍職，正五品）。青奮行伍，十餘年而貴，是時面涅猶存。
帝嘗敕青傅藥除字，青指其面曰：“陛下以功擢臣，不問門地，臣所以有今日，由此涅爾，臣願留以勸軍中，不敢奉詔。”後以彰德軍節度使（階官，從二品）知延州。皇祐四年（1052年）六月，擢樞密副使（差遣）。

### 征服大南國戰爭
皇祐四年（1052年）五月，廣源州蠻儂智高率軍破邕州，建大南國，自號仁惠皇帝，改年啟曆，相繼攻陷橫貴龔藤梧封康端各州，進圍廣州。
七月，久攻不下，改攻賀州。九月，殺宮苑使、韶州團練使、廣南東路兵馬鈐轄蔣偕於賀州太平場，莊宅副使何宗古、右侍禁張達、三班奉職唐峴皆沒。桂宜柳州巡檢、三班借職李貴，擊儂智高於龍岫峒，兵敗而死。破昭州，知州柳應辰棄城，洛苑使、廣西鈐轄王正倫與賊鬥於館門驛，被殺。東頭供奉官、閤門祗候王從政，三班奉職徐守一，借職文海皆被害。
十月，陷賓州。仁宗問戶部侍郎、同中書門下平章事、昭文館大學士、監修國史龐籍誰可將者，龐籍說：“樞密副使狄青，昔在臣麾下，其沉勇有策慮，可屬以南方事”，時剛任三個月樞密副使的狄青亦上表討伐，九月被任命為宣徽南院使（職事官）、荊湖北路宣撫使、提舉廣南東西路經制賊盜事、加檢校司空。狄青請從鄜延、環慶、涇原路擇蕃落廣銳軍曾經戰鬥者各五千人，赴廣南行營。
五年正月初三日甲辰（1053年1月25日），抵達賓州（今广西宾阳县）前綫，斬殺作戰不力的崇儀使、廣南西路兵馬鈐轄陳曙及其佐吏以下三十一人，“兵将股栗，咸思用命”。
在上元之夜兵分先、中、後三軍，自己親率先軍火速出擊，一舉奪得崑崙關，正月十八日己未（1053年2月9日），分左右兩翼，繞道其後，前後夾攻，在歸仁浦一戰而勝，是役宋軍“追奔十五里，斬首二千二百餘級，生擒五百餘人，屍甲如山，積於道路，偽署將相死者五十七人。”賊兵黃師宓、儂建侯、儂志忠均戰歿於陣，儂智高逃奔大理國。次日黎明，狄青大軍進入邕州，建 “京觀”以紀其事。捷報傳來，宋仁宗迫不及待地對宰相說：“速議賞，緩則不足以勸矣！”遂在五月升任為樞密使（職事官），進檢校太尉。桂林有狄青、孫沔、石全彬、余靖平蠻三將題名碑。

### 罷官去世及身後事
由於宋朝重文輕武且狄青出身寒微，在憑藉軍功升任樞密使成為朝廷的最高武官後，朝廷對他的猜忌、疑慮也在日漸加深。屢屢有人稱看見狄家的狗長出角來，家中出現怪光。嘉祐中，京師大水，又有人稱狄青曾在相國寺內身穿黃襖。
嘉祐元年（1056年）八月，僅擔任四年樞密使的狄青終被貶出京，以護國軍節度使、同中書門下平章事（宰相名）出判陳州事，最後在“驚疑終日”中發病去世（嘉祐二年三月），年五十，仁宗發哀，贈中書令（贈官，正二品），諡號武襄。四年（1059年）二月，加贈尚書令（贈官，正一品）。熙寧元年（1068年），神宗考次近世將帥，以青起行伍而名動夷夏，深沈有智略，能以畏慎保全終始，慨然思之，命取青畫像入禁中，御制祭文，遣使齎中牢祠其家。

## 家族
- 曾祖：狄應之，贈太傅
- 祖：狄真，贈太師
- 父：狄普，贈中書令
- 母：侯氏，兗國太夫人
- 兄：狄素，右班殿直
  - 侄：狄詢，左侍禁，閤門祗候
  - 侄：狄詵，左班殿直
  - 侄：狄諲，左侍禁
  - 侄：狄諄，左侍禁
  - 侄：狄䛆，左侍禁
- 從父兄：狄靖，左班殿直
  - 從侄：狄詳，右侍禁

娶魏氏，封定國夫人。生五子：
- 長子：狄，引進使、嘉州團練使、提舉嵩山崇福宮，女嫁宋英宗之孫晉康郡王趙孝騫（吳榮王趙顥之子），封齊安郡君
- 次子：狄，四方館使、陝西路提舉保甲，屢立戰功
- 三子：狄譓，内殿崇班
- 四子：狄諫，内殿崇班
- 五子：狄說，東頭供奉官，早卒
- 孫：狄璋，左侍禁
- 孫：狄瓙
- 孫：狄珫[14]，武功大夫、貴州刺史、特贈拱衛大夫、貴州防禦使
- 孫：狄琥[15]，武功大夫、主管江州太平觀

## 文學創作

### 小說演義
有關狄青的小說與演義方面，流傳者有三部：《萬花樓》、《五虎平西》、《五虎平南》。
- 《萬花樓》：狄青幼年因水災喪父，與母親相依為命。青年時得到一仙人的傳授武藝，拜辭母親投軍報效國家。不久，狄青因在與西夏征伐中屢獲戰功，聖上龍心大悅，召見狄青上殿。但因宮中路徑繁雜，狄青迷路卻碰上了狄太后，她是狄父之妹，童年入宮，得到宋真宗的賞幸，成為王后。姑姪相認，不勝唏噓。狄青從此成為王卿侯族，但不想酒醉，在深宮裡路倒御花園，被龐太師告發，幸得潞王相救。宋仁宗賜婚何尚書之女，成婚之日接狄母來住，苦盡甘來。
- 《五虎平西》
- 《五虎平南》

### 包公劇
話說宋軍狄青部隊與西夏軍連戰皆捷，夏軍聞風喪膽，夏主李元昊為消滅狄青，借刀殺人，遂行反間計於宋廷，誣陷狄叛國通敵。時逢宋仁宗恩寵狄青，賜婚刑部何尚書之女，夏便密派間諜滲入，暗殺何女，嫁禍狄青，並製造通敵叛國的羊皮書偽證，佯稱因新婚後何女發現狄青通敵的證據而遭狄滅口。此案既成，已非普通的殺人案，而是動搖國家安危的武將謀反案，依宋律當交由刑部大理寺審理。由於刑部何尚書為何女之父，痛失愛女，又因狄青的副將龐迪為龐太師姪兒，龐太師私慾薰心，計畫讓龐副將晉升主帥，故對此案也火上加油，致使何尚書更無心謹慎審理，且先入為主，遂將狄青謀反案速審定讞，連誅九族，打入天牢。
開封府尹包拯、丞相王延齡均不相信狄青叛國，仁宗皇帝亦心存疑惑，聖旨欽命包拯接管狄青謀反案重審。經包拯過人的智慧明察秋毫，赫然發現真正通敵者為副將龐迪，秘密與西夏方簽定協議──協助西夏除去主帥狄青，不但自己在宋朝可以加官晉爵，且西夏可以暗中授予利祿。案情真相大白之後，龐迪將軍依通敵罪判虎頭鍘刀之刑，狄青沉冤得以昭雪。

### 動畫
- 《大英雄狄青》(2003年)

### 電視劇
- 《鐵面 包公》（1985年）中，由劉丹飾演
- 《狄青》（1986年）中，由苗僑偉飾演
- 《包青天:狄青》（1993年）中，由張復建飾演
- 《碧血青天珍珠旗》（1994年）中，由劉松仁飾演
- 《包青天之碧血丹心》（2011年）中，由章申飾演
- 《清平乐》（2020年）中，由季晨飾演